# Баранов Максим Володимирович
Макси́м Володи́мирович Бара́нов (нар. 30 липня 1992 — пом. 24 серпня 2014) — старший сержант Національної гвардії України, учасник російсько-української війни.

## Життєвий шлях
Народився в селі Сиваське (також вказується Вовчанське Якимівського району, Запорізька область — а згодом переїхав до Сиваського). 2009 року закінчив загальноосвітню школу у селищі Сиваському, потому здобув професію будівельника у професійному училищі. Строкову військову службу проходив у 9-й окремій бригаді Кримського територіального командування внутрішніх військ МВС України (Сімферополь). Пройшов курс підготовки у Навчальному центрі внутрішніх військ (Золочів Львівської області), здобув спеціальність кінолога. Перейшов на роботу до Херсонської міліцейської частини. Продовжив службу за контрактом; інструктор кінологічної групи 16-ї окремої бригади охорони громадського порядку, в/ч 3056, Херсон (Херсонський окремий батальйон).
З 28 липня 2014 року брав участь у боях на сході України. Востаннє виходив на зв'язок на день Незалежності, 24 серпня, був в Амвросіївському районі Донецької області.
24 серпня 2014-го під час передислокації колона нацгвардійців потрапила в засідку терористів поблизу села Новоіванівка Амвросіївського району — на покинутому блокпосту (вояки вважали, що там ще були українські військовики). Убитий автоматною чергою Максим упав поруч із палаючою автівкою. Тоді в бою загинули старший прапорщик Сергій Добровольський, прапорщик Борис Грязнов та старший сержант Максим Баранов. 25 вояків потрапили до полону.
Тривалий час перебував у списках зниклих. Тіла полеглих українських бійців місцеві жителі поховали неподалік села. Волонтери ГО «Народна пам'ять» провели ексгумацію і вивезли останки із зони бойових дій.
Знайдений у Запоріжжі серед загиблих за результатами експертизи ДНК. 27 лютого 2015 року в смт Сиваське Максима провели в останню путь з військовими почестями.
Залишилися мати, дружина Ірина та син Артем 2013 р.н.

## Нагороди та вшанування
За особисту мужність і героїзм, виявлені у захисті державного суверенітету та територіальної цілісності України, вірність військовій присязі під час російсько-української війни, відзначений — нагороджений
- орденом «За мужність» III ступеня (Указ Президента України № 270/2015 від 15.05.2015, посмертно)[2].
- Його портрет розміщений на меморіалі «Стіна пам'яті полеглих за Україну» в Києві: секція 3, ряд 8, місце 1
- Вшановується 24 серпня на щоденному ранковому церемоніалі вшанування українських захисників, які загинули цього дня в різні роки внаслідок російської збройної агресії[3]
- У Сиваській ЗОШ № 1 відкрито меморіальну дошку пам'яті Максима Баранова.